# Dean Cornwell
Dean Cornwell (5 de Março de 1892 - 4 de Dezembro de 1960) foi um ilustrador e murallista americano. Suas pinturas em óleo foram frequentementes apresentadas em revistas populares e livros como ilustrações literárias, propagandas, e posteres promovendo a segunda guerra mundial. Durante a primeira metade do século XX ele teve presença dominante nas ilustrações americanas. No auge de sua popularidade ele foi apelidado de "Dean of Illustrators".